# Wir sind keine Engel (1955)
Wir sind keine Engel (Originaltitel: We’re No Angels) ist eine US-amerikanische Filmkomödie des Regisseurs Michael Curtiz aus dem Jahr 1955. Sie basiert auf dem Bühnenstück Eine schöne Bescherung (Originaltitel: La cuisine des anges) von Albert Husson aus dem Jahr 1953.

## Handlung
Französisch-Guayana im Jahr 1895: Kurz vor Heiligabend entfliehen der Betrüger Joseph und die Mörder Albert und Julius ihrem Gefängnis auf der Teufelsinsel. Sie wollen mit einem Dampfer von der Insel entkommen und nach Paris zurückkehren. In der dem Gefängnis nahegelegenen kleinen Kolonialstadt stehlen sie einen Brief, den sie dem Empfänger Félix Ducotel, einem Besitzer eines Kolonialwarenladens, überbringen, um einen Vorwand zu haben, bei ihm vorstellig zu werden. Diesem bieten sich die drei als angebliche Experten für Dachreparaturen an, um den Laden auszukundschaften und dann auszurauben. Bald erfahren sie jedoch, dass sich die Familie in einer schwierigen Situation befindet.
Grund dafür ist vor allem der Umstand, dass der gutherzige, aber als Geschäftsmann unbegabte Felix den Laden nur im Auftrag seines Vetters André Trochard betreibt, der Félix immer mehr unter Druck setzt und Gewinne einfordert. Félix’ Frau Amélie hat Angst, dass André ihnen den Laden eines Tages wegnehmen könnte. Der von den Sträflingen überbrachte Brief kündigt den überraschenden Besuch Andrés an, der zusammen mit seinem Neffen Paul derzeit noch an Bord eines unter Quarantäne stehenden Dampfers im Hafen festgehalten wird und über Weihnachten die Geschäftsbücher prüfen will. Als Isabelle, die Tochter der Ducotels, die heimlich für Paul schwärmt, in Ohnmacht fällt, weil sie von Pauls Heiratsplänen erfährt, ergreifen die drei Verbrecher die Initiative: Sie helfen Isabelle, freunden sich mit der Familie an und feiern mit ihr den Weihnachtsabend, indem sie verschiedene Zutaten (Blumen, Puter, Weihnachtsbaum) „besorgen“.
Als später am Weihnachtsabend André und Paul vor der Tür stehen, werden sie von den Sträflingen eingelassen. Andrés Gefühlskälte und Hartherzigkeit macht ihn bei den dreien sofort unbeliebt – um die Ducotels zu schützen, planen sie zunächst, Ducotels Geschäftsbücher zu „schönen“. Als André die Geschäftsbücher aber sofort in sein Zimmer mitnimmt, planen sie zunächst, ihn zu ermorden, sehen davon aber ab, um die Familie Ducotel nicht in Schwierigkeiten zu bringen. André hat mittlerweile die Unzulänglichkeit der Geschäftsbücher festgestellt und wittert nun hinter allem Diebstahl, er konfisziert daher Alberts Kiste, die er stets bei sich trägt, ohne zu ahnen, dass der ständige Begleiter und „Freund“ des Trios, die Giftschlange Adolphe, sich darin befindet. Die drei Sträflinge sind nun scheinbar hin- und hergerissen zwischen der Möglichkeit, dass André von der Schlange gebissen wird, und den damit verbundenen Schwierigkeiten. Sie beschließen daher, es sei ihre Pflicht, André zu warnen, ziehen die Entscheidung darüber aber absichtlich so sehr in die Länge, dass André in der Zwischenzeit selbst feststellt, dass eine Giftschlange in der Kiste ist, indem er von ihr gebissen wird und stirbt.
Mit einem von Joseph gefälschten Testament in Andrés Handschrift wird sein Nachlass zwischen Félix und Paul aufgeteilt. Paul stellt sich jedoch als skrupellos und genauso geldgierig wie sein Onkel heraus und verbrennt das Dokument. Damit ist er nun Alleinerbe. Während die drei Sträflinge verzweifelt nach der verschwundenen Giftschlange suchen, wird Paul, der die Taschen seines Onkels nach Wertsachen durchsucht, von Adolphe gebissen und verstirbt.
Den von den ahnungslosen Ducotels zur Bescheinigung des Todes von Vetter André herbeigerufenen jungen Schiffsarzt verkuppeln die Sträflinge noch mit Isabelle und kehren dann in besten Kleidern ins Gefängnis zurück, weil ihnen das Leben dort sicherer erscheint. Sie beschließen aber, wenn es ihnen dort zu langweilig wird, nächstes Weihnachten wieder auszubrechen.

## Hintergrund
Als Vorlage diente das 1952 in Paris uraufgeführte Theaterstück La Cuisine des anges von Albert Husson (1912–1978). Das amerikanische Autoren-Ehepaar Samuel und Bella Spewack übertrug das Stück ins Englische, wo es unter dem Namen My Three Angels bekannt wurde. Am Broadway in New York lief es zwischen März 1953 und Januar 1954 mit Walter Slezak, Joan Chandler, Jerome Cowan und Henry Daniell in den Hauptrollen. Wegen des Erfolges am Broadway kaufte schließlich Warner Brothers die Rechte an Hussons Stück.
Dieser Film markiert die sechste und letzte Zusammenarbeit von Michael Curtiz und Humphrey Bogart. Zuvor arbeiteten sie bei Kid Galahad – Mit harten Fäusten (1937), Chicago – Engel mit schmutzigen Gesichtern (1938), Goldschmuggel nach Virginia (1940), Casablanca (1942) und  Fahrkarte nach Marseille (1944) zusammen. Es ist eine der wenigen Komödien, die Humphrey Bogart im Laufe seiner Karriere drehte.
Zwei weitere Filme basieren ebenfalls auf dem Bühnenstück von Albert Husson: Wir sind keine Engel von Neil Jordan mit Robert De Niro, Sean Penn und Demi Moore aus dem Jahr 1989; und der japanische Film Ore-tachi wa tenshi janai (俺達は天使じゃない) von Takashi Miike aus dem Jahr 1993.

## Synchronisation
Die deutsche Synchronbearbeitung entstand in den Ateliers der Berliner Synchron GmbH in Berlin. Das Dialogbuch stammte von Fritz A. Koeniger, Synchronregie führte Volker Becker.
| Rolle                 | Darsteller      | Synchronsprecher |
| --------------------- | --------------- | ---------------- |
| Joseph                | Humphrey Bogart | Peter Pasetti    |
| Julius                | Peter Ustinov   | Horst Niendorf   |
| Albert                | Aldo Ray        | Fritz Tillmann   |
| Amélie Ducotel        | Joan Bennett    | Edith Schneider  |
| André Trochard        | Basil Rathbone  | Erich Fiedler    |
| Félix Ducotel         | Leo G. Carroll  | Alfred Haase     |
| Isabelle Ducotel      | Gloria Talbott  | Marianne Prenzel |
| Paul Trochard         | John Baer       | Eckart Dux       |
| Madame Parole, Kundin | Lea Penman      | Erna Haffner     |

## Kritiken
Adolf Heinzlmeier und Berndt Schulz urteilten in ihrem Lexikon „Filme im Fernsehen“, Wir sind keine Engel zeige „drei Erzkomödianten in herrlichen Rollen in einem Film voller Witz und Ironie.“ (Wertung: überdurchschnittlich) Das britische Entertainment-Magazin Time Out bemängelte dagegen die „unglückliche Zusammensetzung des Hauptdarstellertrios“, den „krächzenden Weihnachtsgesang“, die „statischen und bleiernen Dialoge“ sowie die „dümmliche Aufmachung von Humphrey Bogart“. Das katholische Filmlexikon 6000 Filme schrieb im Jahr 1963: „Amerikanische Gangsterkomödie, reich an humorvollen und ironischen Einfällen, für europäische Augen und Ohren jedoch eher befremdlich.“
Das Lexikon des Internationalen Films urteilte positiv: „Von hervorragenden Darstellern getragene Gangstergroteske, reich an schwarzem Humor, Ironie und Satire, zuweilen an der Grenze zum Zynismus. Inzwischen eine Art Kultfilm des komischen Genres.“ Die Fernsehzeitschrift Prisma schrieb: „Eigentlich ist dies DER Film für Heiligabend oder Weihnachten. Denn das Ganze ist anrührend, witzig, mitunter auch schön böse und vor allem dank der brillanten Darsteller (inklusive Schlange Adolf) allerbeste Unterhaltung. Wer diesen Film einmal gesehen hat, wird nie mehr behaupten, Bogie könne nur hartgesottene film-noir-Typen spielen. Vielmehr zeigt er wieder hier sein Talent für komische Rollen.“ Kino.de war ebenfalls wohlwollend: Das Zusammenspiel zwischen den Stars funktioniere perfekt und „nicht zuletzt dank witziger Einzeiler entwickeln sich die Bösewichter zu echten Sympathieträgern, deren Beseitigung des ‚Ekelpakets‘ Basil Rathbone der Zuschauer nur begrüßen kann. Das 1989 entstandene Remake von Neil Jordan bleibt trotz Sean Penn und Robert De Niro um Längen hinter dem Charme und Witz des Originals zurück.“